# Massimiliano Angelelli (letterato)
Massimiliano Angelelli (Bologna, 28 agosto 1775 – Bologna, 31 maggio 1853) è stato uno scrittore italiano.

## Biografia
Massimiliano Angelelli nasce a Bologna nel 1775 da Teresa Malaspina di Lunigiana e dal marchese Giuseppe Maria Angelelli, letterato e membro del Senato bolognese, discendente della famiglia senatoriale degli Angelelli. 
Massimiliano compie studi secondari nel Collegio dei nobili di Modena, poi va a Roma per gli studi universitari al seguito del padre.
Iscritto alla facoltà di giurisprudenza, abbandona gli studi legali e si dedica completamente alle lettere e agli studi umanistici. Critica Giacomo Leopardi ed il Romanticismo e diviene un rigido sostenitore del classicismo, membro autorevole del cenacolo classicista bolognese insieme a Paolo Costa, Vincenzo Valorani, Dionigi Strocchi, Filippo Schiassi e Giovanni Marchetti.
Si dedica in particolare alle traduzioni dal greco in italiano, per le quali è molto apprezzato dai contemporanei: Plutarco, San Basilio, Demostene, Senofonte, Sinesio di Cirene e soprattutto il teatro di Sofocle, attenendosi al purismo classicista di padre Antonio Cesari. Nel 1815 è pubblicata a Bologna la sua traduzione dell'Antigone, alla quale seguiranno le altre tragedie, raccolte in due volumi nel 1823-24, i quali ottengono il plauso di Pietro Giordani.
Dal 1832 insegna lingua greca all'Università di Bologna, succedendo nel 1838 a Giuseppe Gasparo Mezzofanti di cui è stato discepolo. Le sue lezioni, chiare, precise, erudite, sono seguite, tra gli altri, da Marco Minghetti e Luigi Frati.
È membro dell'Accademia delle Scienze e di numerose altre istituzioni culturali e scientifiche. È appassionato di musica, primo violino nel quartetto di Ferdinand Hiller, e traduttore delle opere tedesche per Gioachino Rossini.
È più volte consigliere della municipalità di Bologna e nel 1848 è eletto da Pio IX membro dell'Alto Consiglio. 
Massimiliano Angelelli muore a Bologna nel 1853. È sepolto nella Sala del Colombario del cimitero monumentale della Certosa di Bologna. Il suo monumento funebre, noto come Monumento Malvezzi Angelelli, è un'opera del 1855 attribuita a Massimiliano Putti (basamento) e ornato dalle sculture di Pallade e del genio della gloria di Lorenzo Bartolini del 1833. Il gruppo scultoreo, in origine commissionato dal principe Baciocchi per essere posto nella Basilica di San Petronio, è stato poi rifiutato da quest'ultimo; è stato quindi adattato per venire incontro alle esigenze della nuova commissione.

## Opere
- Massimiliano Angelelli, Tragedie di Sofocle recate in versi italiani da Massimiliano Angelelli bolognese con note e dichiarazioni, vol. 1, Bologna, Annesio Nobili, 1823. URL consultato il 20 maggio 2019.
- Massimiliano Angelelli, Tragedie di Sofocle recate in versi italiani da Massimiliano Angelelli bolognese con note e dichiarazioni, vol. 2, Bologna, Annesio Nobili, 1823. URL consultato il 20 maggio 2019.
- Massimiliano Angelelli, Delle opere di Sinesio tradotte dal greco da Massimiliano Angelelli con qualche dichiarazione, volume primo, parte prima, Bologna, presso Riccardo Masi, 1827. URL consultato il 1º luglio 2019.
- Massimiliano Angelelli, Delle opere di Sinesio tradotte dal greco da Massimiliano Angelelli con qualche dichiarazione, volume primo, parte seconda, Bologna, presso Riccardo Masi, 1828. URL consultato il 1º luglio 2019.